# Cryptachaea vivida
Cryptachaea vivida là một loài nhện trong họ Theridiidae.
Loài này thuộc chi Cryptachaea. Cryptachaea vivida được Eugen von Keyserling miêu tả năm 1891.